# Миннесота Голден Гоферс (баскетбол)
Миннесота Голден Гоферс (англ. Minnesota Golden Gophers) — баскетбольная команда, представляющая Миннесотский университет в первом баскетбольном мужском дивизионе NCAA. Располагается в Миннеаполисе (штат Миннесота). Команда с 1905 года выступает в конференции Big Ten, а домашние матчи проводит на «Уильямс-арене».
Самых больших успехов «Голден Гоферс» достигли в первые годы своего существования: команда девять раз становилась чемпионами конференции Big Ten, из которых только четыре после 1919 года. Ретроспективно исследовательская организация студенческого баскетбола назвала Миннесоту национальным чемпионом в 1902, 1903 и 1919 годах.
Команда также несколько раз попадала под санкции NCAA, что повлияло на выступления и рекрутинговую программу университета. В 1970-х годах «Гоферс» участвовали в жестокой драке с командой «Огайо Стэйт Бакайс», а также команда была отстранена от участия в постсезонных играх в двух сезонах за нелегальную перепродажу билетов. В 1990-х годах из-за скандала, связанного с тренером Клемом Хаскинсом, на «Голден Гоферс» были наложены штрафные санкции: она лишилась общей победы в конференции и выхода в Финал Четырёх турнира NCAA, у неё отобрали все командные и индивидуальные награды по итогам сезона 1996/97 года, а также аннулировали все официальные результаты команды начиная с сезона 1993/94 года по сезон 1998/99 года.

## История

### Образование баскетбольной команды (1895—1927)

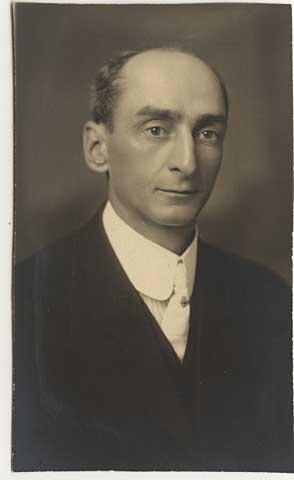
Эл Джей Кук был первым тренером «Гоферс» (1897—1924)

Точная дата образования мужской баскетбольной команды в университете Миннесоты не известна. В отличие от многих других более современных университетов, команда в учебном заведении не была основана указом администрации. Университетская студенческая газета Ariel начала упоминать о баскетболе в 1895 году, как спорте, привнесённым из Сент-Полского университета Миннесоты A&M. В 1896 году команда из университета стала выступать в лиге вместе с Сельскохозяйственным университетом, командами YMCA и другими местными командами. После строительства нового военного учебного пункта в кампусе, в нём также стала проводить домашние матчи баскетбольная команда. В феврале 1897 года директор миннеаполисского YMCA Эл Джей Кук был нанят на неполный рабочий день в качестве тренера баскетбольной команды, а в конце года получил уже постоянную работу. Таким образом Кук стал одним из первых профессиональных тренеров в студенческом баскетболе и занимал этот пост в университете 28 сезонов.
Приход Кука в «Гоферс» значительно улучшил результаты команды. Под его руководством произошли также изменения в расписании игр «Гоферс». Начиная с сезона 1903/04, команда перестала играть с командами YMCA, а с 1900 года в расписание игр были добавлены матчи с большими университетами, которые позже вместе с Миннесотой организовали конференцию Big Ten. Конкуренция с сильными соперниками сделала команду одной из лучших в стране. С сезона 1899/00 по 1903/04 «Гоферс» одержали 59 побед и потерпели всего 6 поражений. Позже команда, выступавшая в сезоне 1901/02, была названа национальным чемпионом по версии Helms и Premo Polls. Premo Polls также назвали «Гоферс» чемпионами сезона 1902/03. После образования конференции Big Ten в 1905 году «Гоферс» завоевали первые два чемпионских титула конференции.
После 1907 года доминирование команды Кука на баскетбольной сцене страны заметно снизилось. Он привёл команду ещё к двум титулам чемпиона конференции (1916/17, 1918/19) и одному ретроспективному чемпионскому титулу в сезоне 1918/19, однако «Гоферс» перестали быть постоянными победителями, как в первом десятилетии двадцатого века. После сезона 1923/24 Кук ушёл в отставку, а его место занял Гарольд Тейлор, который работал ассистентом Кука в его последнем сезоне с «Гоферс», а также имел опыт руководства университетскими командами. Однако он так и не смог добиться успехов с «Гоферс» — команда под его руководством за три года ни разу не занимала выше шестого места в конференции и он был уволен.

### Дейв Макмиллан и после его ухода (1927—1959)
После увольнения Гарольда Тейлора с поста главного тренера, администрация начала искать преемника на эту должность. Среди кандидатов было множество высококлассных специалистов со всех конференций страны. Команда решила нанять Дейва Макмиллана, который до этого семь сезонов тренировал университет Айдахо, а до этого в 1910-х годах выступал за «Ориджинал Селтикс». Макмиллан стал главным тренером команды и занимал этот пост 18 лет: с 1927 по 1942 год и с 1945 по 1948 год.
С 1928 года баскетбольная команда стала играть в Филд-хаусе университета Миннесоты — новой арене, расположенной в кампусе. До этого «Гоферс» несколько лет проводили домашние матчи за пределами университета. Под его руководством команда имела переменный успех. В сезонах 1930/31 и 1931/32 она занимала верхние строчки в турнирной таблице конференции Big Ten, однако потом, до 1936 года, вновь стала показывать плохие результаты. В сезоне 1936/37 в «Гоферс» стал выступать Джон Кундла, который помог команде завоевать титул чемпиона конференции Big Ten. В 1936 году команда Макмиллана приняла участие в турнире, победитель которого должен был представлять США на летних Олимпийских играх 1936 года в Берлине. В турнире команда смогла пройти несколько раундов, пока не потерпела поражение от Де Поля. В то время игроки приходили в университет из государственных школ Миннеаполиса и в некоторых сезонах составляли большинство в составе команды. В 1941 году Макмиллан ушёл в отставку, но в 1945 вернулся в команду. Во время его отсутствия, под руководством исполняющего обязанности главного тренера, «Гоферс» провели три неудачных сезона. В 1948 году Макмиллан окончательно покинул команду, а его место занял Осборн Коулс.
Коулс исповедовал баскетбол в низком темпе, как большинство команд в 1920-х и 1930-х годах, и был известен как тренер, нацеленный на оборону, особенно в начале своей карьеры. Под его руководством выступал двукратный член всеамериканской сборной Джим Макинтайр, будущий трёхкратный чемпион НБА Уити Скуг и самый ценный игрок конференции Big Ten Чак Менсел. Среди других известных игроков команды был будущий член Зала славы профессионального футбола Бад Грант. С Коулсом процент побед «Гоферс» составил 61,2 %. За одиннадцать сезонов Коулса в команде, «Гоферс» занимали четвёртое или выше место в конференции семь раз. Несмотря на то, что команде так и не удалось завоевать титул чемпиона конференции, это время называют «золотым веком» программы.

### Кундла и Фитч (1959—1971)

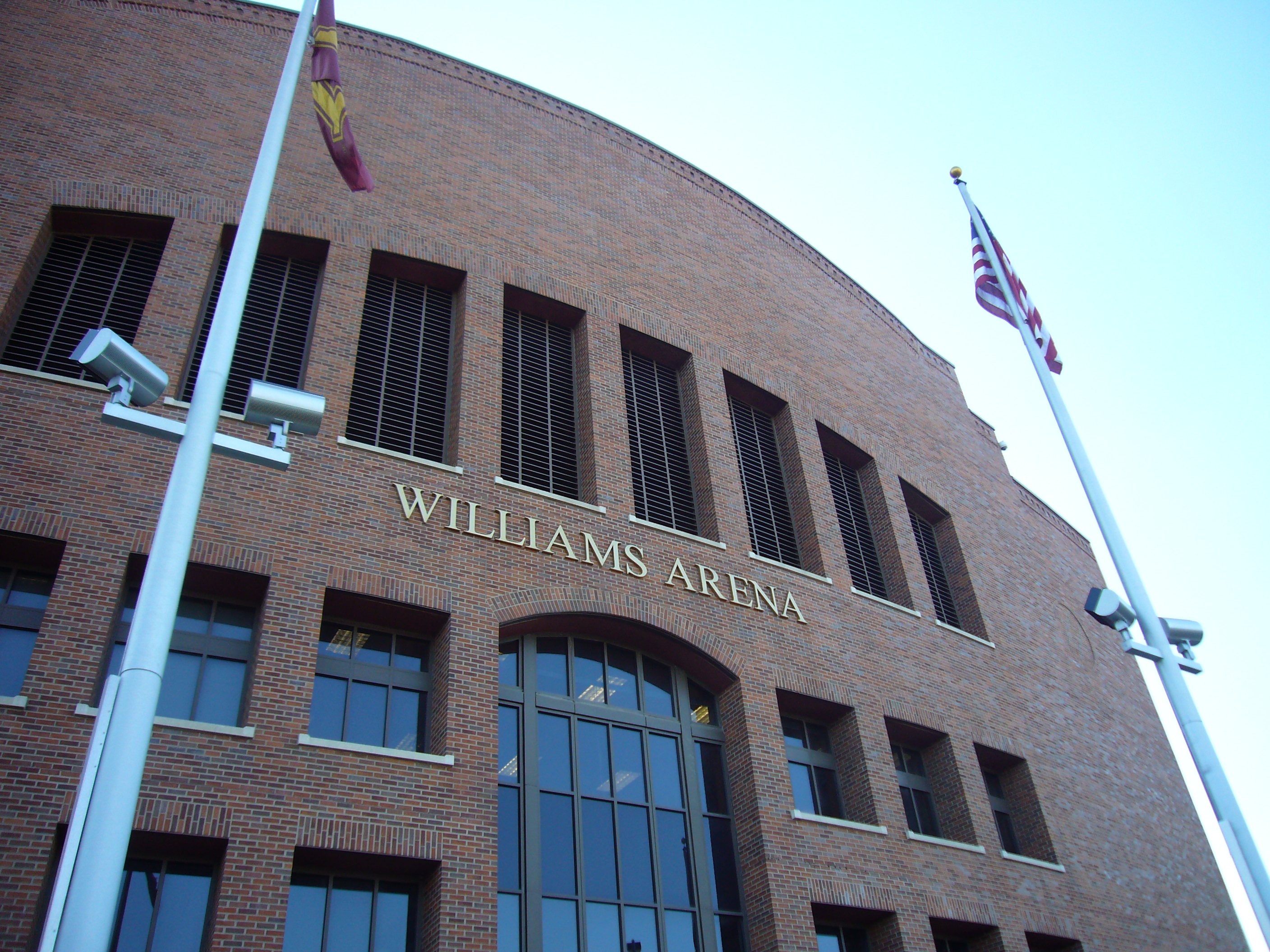
«Уилльямс-арена» — домашняя арена «Гоферс» с 1928 года

В 1959 году Джон Кундла решил не переезжать вместе с «Миннеаполис Лейкерс» в Лос-Анджелес и сменил Коулса на посту главного тренера «Голден Гоферс» и занимал эту должность до 1968 года. В 1963 году он впервые в истории университета взял в команду афроамериканцев. Одним из трёх чернокожих баскетболистов стал Лу Хадсон, который впоследствии стал игроком НБА, а его номер стал первым закреплённым номером в «Гоферс». Два других афроамериканца: Арчи Кларк и Дон Йетс также были задрафтованы в НБА. Это трио помогло команде занять третье место в конференции Big Ten в сезоне 1963/64 и второе в сезоне 1964/65, однако эти достижения стали пиком тренерской карьеры Кундлы в студенческом спорте. Сам Кундла считал, что его недостаточно хорошая работа в рекрутинге новых игроков стала причиной неудачной игры команды.
После ухода Кундлы его место занял бывший тренер университета Боулин Грин Билл Фитч. В «Гоферс» Фитч провёл всего два сезона, после чего перешёл в «Кливленд Кавальерс», где стал первым тренером клуба. Позже он завоевал титул чемпиона НБА вместе с «Бостон Селтикс». Перед своим уходом он взял в «Гоферс» Джим Брюэра, который стал основой команды, завоевавшей титул чемпиона конференции в 1972 году. На посту главного тренера его заменил Джордж Хэнсон, который до этого долго работал ассистентом тренера в университете, но был уволен всего через сезон.

### Масселман и штрафные санкции NCAA (1971—1975)
В 1971 году спортивный директор университета Марш Риман нанял на пост главного тренера Кела Лютера, работавшего до этого в Мюррей Стэйт, однако вскоре после положительного ответа, Лютер передумал и отказался. Вместо него был нанят Билл Масселман. Масселман исповедовал защитный баскетбол и строил свою команду вокруг Брюэра, рекрутировав несколько третьекурсников. В команде также в то время выступала звезда бейсбольной команды Миннесоты Дейв Уинфилд. Стратегия Массельмана принесла успех и «Гоферс» впервые с 1937 года завоевали титул чемпиона конференции Big Ten. Другие тренеры команд конференции не одобряли рекрутинговую политику Масселмана, так как договорились не брать в конференцию Рона Бехагена, имевшего плохую репутацию. Однако когда обсуждалось это решение, Масселман ещё не занимал пост главного тренера, поэтому не знал о внутреннем соглашении. 25 января 1972 года во время матча против «Огайо Стэйт Бакайс» произошла жестокая драка. Драка произошла после того, как Корки Тейлор после грубого фола притворился, что хочет помочь игроку Огайо Стэйт Люку Уитти, а вместо этого ударил того ногой в пах. После этого несколько игроков обеих команд выбежало на площадку и начали потасовку. Во время драки Бехаген бил ногами по голове, лежащего на полу Уитти. Это событие привело к тому, что спортивный директор Пол Гил вышел на площадку менее чем за минуту до конца матча и объявил победителем игры Огайо Стэйт, которые и так бы стали победителями. События этой игры получили большую огласку в журнале Sports Illustrated. Согласно свидетельствам очевидцев, приведённых в статье, игроки «Миннесоты Гоферс» были виновны в нападении и избиении. После инцидента с Огайо Стэйт стартовая пятёрка сезона 1971/72 получила название «Iron Five».
Этот скандал стал не единственным за время руководства Масселманом команды. В 1973 году бывший игрок «Гоферс» Грег Олсон обвинил тренера в попытке ударить его на тренировке. В ходе расследования стало также известно, что Олсон продавал подарочные билеты. Из-за тренерских действий Масселмана «Гоферс» покинуло несколько ведущих игроков команды, которые перешли в другие университеты. В 1975 году Масселман был уволен, после чего занял пост главного тренера клуба Американской баскетбольной ассоциации «Сан-Диего Сейлс». После ухода в отставку он признался, что давал игрокам деньги на аренду жилья и переезды. Всего, за четыре сезона Масселмана в команде, в ходе расследования NCAA было обнаружено более 100 нарушений правил.

### Успех и новые скандалы (1975—1999)

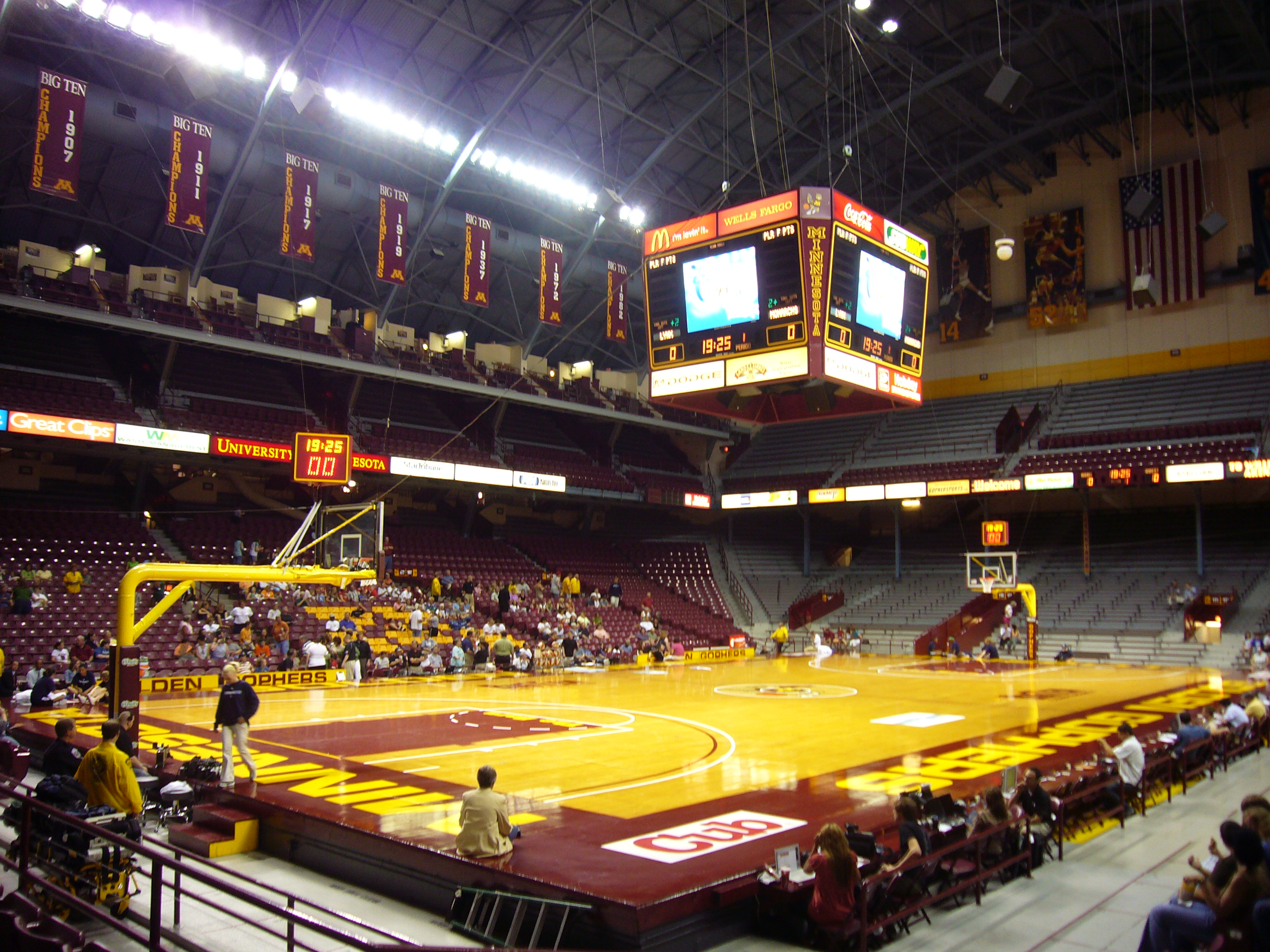
Игровая площадка в «Уильямс-арене»

С 1975 по 1986 год главным тренером «Голден Гоферс» был Джим Датчер. Под его руководством команда стала победителем конференции Big Ten в 1982 году (последнее на данный момент официальное чемпионство «Гоферс») и дошла до 1/8 финала чемпионата NCAA, а он сам получил награду Генри Айбы (тренер года). В 1986 году главным тренером «Гоферс» стал Клем Хаскинс. Руководство университета надеялось, что ему удастся отчистить и перестроить команду. В то время несколько игроков «Гоферс» находилось под следствием в деле о сексуальном насилии в Мадисоне (позже игроки были оправданы), которое произошло в последний год работы Джима Датчера. В первые два года команда под его руководство не одерживала много побед, но в сезоне 1988/89 получила 11 номер посева в чемпионате NCAA и прошла в раунд Sweet 16. В сезоне 1989/90 Хаскер вывел «Гоферс» в 1/4 финала NCAA. Официально этот выход является последним выходом «Гоферс» в пост-сезонные игры.
10 марта 1999 года, за день, до того, как седьмой номер посева «Гоферс» должны были встретиться с десятым номером Гонзагой, газета St. Paul Pioneer Press выпустила статью, посвящённую массовым мошенничествам в мужской баскетбольной команде университета. Бывшая работница университета Джен Гангелхофф рассказала газете, что она делала письменные работы и давала экзаменационные задания домой более 20 игрокам «Гоферс». 11 марта, перед игрой, университет отстранил четырёх игроков, фигурирующих в списке: Энтони Брокси, Кевина Кларка, Джейсона Стэнфорда и Майлза Тарвера. С ослабленным стартовым составом «Гоферс» проиграли Гонзаге, а в конце сезона университет начал внутреннее расследование.
В июне 1999 года университет выкупил контракт Хаскинса, заплатив ему 1,5 млн долларов. Он также отказался от участия в постсезонных играх сезона 1999/00 и отменил 11 стипендий. Летом 2000 года Хаскинс признался, что заплатил Гангелхофф 3000 долларов за её услуги. Эта информация всплыла после того, как Хаскинс отдал свои финансовые записи NCAA. Кроме того, всплыла информация о других мошеннических действиях Хаскинса, как он платил игрокам деньги, сексуальном преследовании игроков и как его помощники уговаривали профессоров ставить его игрокам лучшие оценки, чем те заслуживали.
После проведения расследования, университет начал процедуру по возвращению денег, пошедших на выкуп контракта Хаскинса. Суд постановил, что Хаскинс должен вернуть почти половину от 1,5 млн долларов, полученных им от университета.
В это же время NCAA также проводила своё расследование, которое показало множество нарушений. NCAA лишило «Гоферс» всех постсезонных наград, личных рекордов и статистических показателей начиная с сезона 1993/94 годов, с формулировкой «недостаток университетского контроля». На Хаскинса был наложен запрет на тренировку студенческих команд на семь лет. В ходе расследования также выяснилось, что он просил нескольких игроков соврать NCAA. Позже конференция Big Ten лишила «Гоферс» титула чемпиона конференции 1997 года, а также всех статистических показателей начиная с сезона 1993/94. Таким образом, официальная статистика университета с 1993/94 по 1989/99 — 0-0. Если бы не эти санкции, то Хаскинс бы занял второе место в истории университета по одержанным победам.
Кроме того, NCAA отозвала пять спортивных стипендий на следующие три сезона, наложила ограничения на набор новых игроков, а на спортивный отдел университета испытательный срок на четыре года. Кроме Хаскинса, были также уволены спортивный директор Марк Динхарт, вице-президент по спорту и студенческому развитию Маккинли Бостон, ассоциированный спортивный директор Джефф Шеммел и академический советник Алонсо Ньюби. Университет также согласился вернуть 90 % (около 350 000 долларов) доходов, полученных за попадание в Финал Четырёх в 1997 году.

### Эра Монсона (1999—2006)
После увольнения Хаскинса руководство университета наняло на пост главного тренера Дэна Монсона, который до этого тренировал университет Гонзага, выбивший в прошлогоднем турнире NCAA «Гоферс». В Миннесоте Монсон провёл восемь сезонов, однако из-за санкций, наложенных на университет, ему было сложно конкурировать с другими командами конференции Big Ten. «Гоферс» только в сезоне 2004/05 удалось выйти в турнир NCAA. Из-за неудач Монсон практически покинул университет по окончании сезона 2001/02, однако руководитель спортивного отделения Том Мо уговорил его остаться. Однако он так и не смог прервать череду неудач.
«Гоферс» начали сезон 2006/07 с результатом 2-5, после чего, 30 ноября 2006 года, спортивный директор университета Джоэль Матури объявил об отставке Монсона. Несмотря на неудачные выступления команды, руководство университета похвалило его за восстановление репутации «Голден Гоферс». На его место был нанят ассистент тренера Джим Молинари. Под его руководством «Гоферс» закончили сезон в конференции с результатом 3-13 и по окончании сезона с ним не был продолжен контракт.

### Эра Табби (2007—2013)
23 марта 2007 года Матури сделал неожиданный ход, наняв на пост главного тренера «Гоферс» Табби Смита, который до этого тренировал Кентуккийский университет. Репутация и достижения Смита придали команде оптимизм, так необходимый «Гоферс» в связи с оттоком болельщиков от команды.
Приход Смита резко улучшил результаты команды. Так сезон 2006/07 «Гоферс» закончили с результатом 8-22, а после его прихода сезон 2007/08 завершился с результатом 20-13. Его команда дошла до второго раунда турнира конференции Big Ten, победив второй номер посева университет Индианы. Перед началом сезона 2008/09 ему удалось привлечь несколько перспективных игроков в команду. По итогам этого сезона «Гоферс» впервые с 2005 года вышли в турнир NCAA. В следующем сезоне «Гоферс» впервые в своей истории участвовали в чемпионской игре конференции Big Ten и во второй раз подряд вышли в турнир NCAA.
Смит проработал в Миннесоте до 2013 года и по окончании сезона, 25 марта 2013 года, он был освобождён от занимаемой должности.

### Приход Ричарда Питино в команду (2013—н.в.)
3 апреля 2013 года Ричард Питино, сын тренера Луисвилля Рика Питино, объявил о своём согласии стать главным тренером «Гоферс». По итогам сезона «Голден Гоферс» не смогли попасть в турнир NCAA и приняли участие в турнире NIT, где стали чемпионами, обыграв в финале команду Южного методистского университета.

## Соперничества
В первые годы своего существования у «Гоферс» было несколько соперничеств, которые не продлились до настоящего времени. Среди этих соперников был университет Хэмлайна из Сент-Пола, сейчас выступающий в третьем дивизионе NCAA. В Хэмлайне была одна из первых баскетбольных программ в стране и «Гоферс» понадобилось несколько лет, чтобы соперничать с ними на равных; команды встречались друг с другом до 1935 года. Одним из самых серьёзных соперников ранних лет была команда «Миннесота Эггис», представляющая университет сельского хозяйства и горного дела Миннесоты, который позже вошёл в состав университета Миннесоты и стал университетским кампусом в Сент-Поле. «Миннесота A&M» доминировала над «Гоферс», одержав подряд 10 побед и лишь только в 1899 году «Гоферс» смогли одержать свою первую победу над «Эггис». Это противостояние закончилось более 100 лет назад и команды не встречались друг с другом после 1901 года. В настоящее время университет Миннесоты является единственным представителем штата Миннесоты в первом дивизионе мужского баскетбольного чемпионата NCAA, поэтому у «Гоферс» нет серьёзных соперников в родном штате.
В ранние годы у «Гоферс» также было много соперников среди школ Востока и Среднего Запада США. Миннесота смогла прервать победную серию университетов Лиги плюща, становившихся чемпионами с 1901 по 1906 год, победив в чемпионате 1902 года. Сильные команды первых лет студенческого баскетбола Йель, Колумбия и Дартмут играли в силовой баскетбол, а университеты среднего запада использовали различные тактики. Игрок Йеля Хайат говорил, что «Мужские команды Миннесоты и Висконсина играют, как большинство женских команд на Востоке, а не в „контактный“ баскетбол».
В настоящее время, как и у большинства спортивных команд конференции Big Ten, основными соперниками Миннесоты являются «Айова Хокайс» и «Висконсин Бэджерс». В последнее время соперничество с Висконсином стало намного интенсивнее, чем с Айовой, в основном из-за того, что Висконсин очень хорошо выступает на домашней площадке. Игры Миннесоты и Висконсина называют «Битва на границе» и ежегодно вручается трофей тому университету, чьи спортивные команды набрали больше очков в противостоянии двух университетов.
Еще одним соперником «Гоферс» является университет штата Огайо. Несмотря на то, что команды не так часто встречаются друг с другом, драка, произошедшая в игре 1972 года на «Уильямс-арене», оставила большой след в противостоянии двух команд.

## Домашняя арена

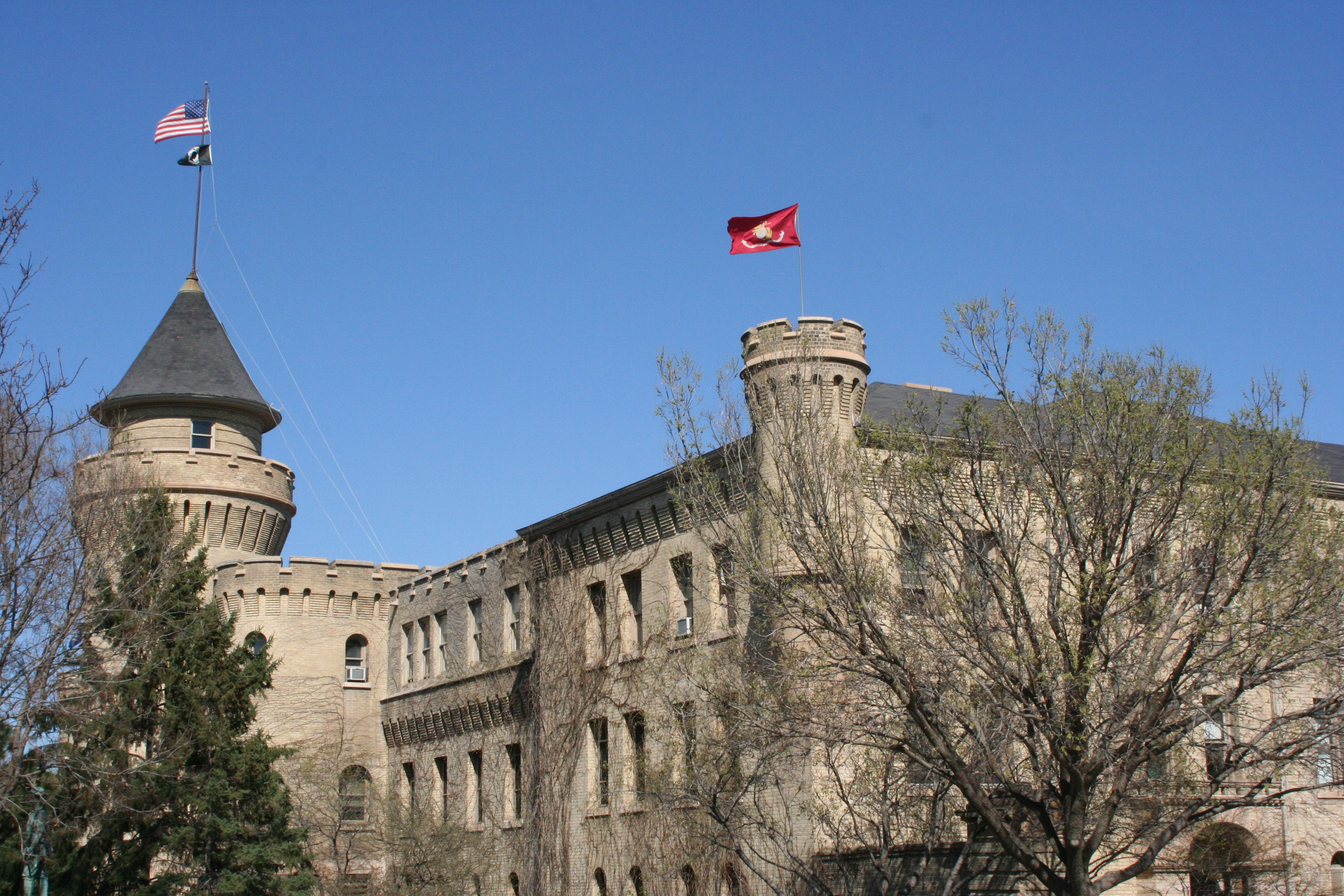
Военный учебный центр в университете Миннесоты — домашняя площадка «Гоферс» с 1896 по 1925 год

Свои первые матчи команда проводила на площадках YMCA. В 1896 году в кампусе университета был построен армейский учебный центр, в котором был большой гимнастический зал, где и стали проводить свои домашние игры «Гоферс». В этом месте команда играла на протяжении почти тридцати лет. В сезоне 1924/25 команда стала проводить домашние игры в «Кенвуд-армори», расположенном в центре Миннеаполиса. Этот переезд позволил увеличить посещаемость игр с 2000 человек до 6500. В сезоне 1927/28 в кампусе университета был построен «Филд-хаус» (сейчас известный как «Уилльямс-арена»), куда команда переехала 31 января 1928 года.
В новом сооружении игры смогли посещать 9500 человек. В 1950 году арена была перестроена и расширена. После перестройки её вместимость составила 18 025 человек, что почти 20 лет являлось рекордом для арен студенческих команд. Сооружение переименовали в «Уилльямс-арена» в честь бывшего главного тренера футбольной команды университета Генри Уилльямса. В 1993 году арену вновь реконструировали, чтобы её могла также использовать женская баскетбольная команда. «Уилльямс-арена» до сих пор используется «Гоферс» для проведения домашних игр, что делает её одной из старейших используемых арен в студенческом баскетболе и самой старой в конференции Big 10. «Уилльямс-арена» является одной из немногих арен, где игровая площадка приподнята над уровнем пола, поэтому баскетболистам приходится подниматься по ступенькам чтобы выйти на площадку.

## Название и атрибутика

### Название
Баскетбольная команда, как и другие спортивные программы университета, носит название «Голден Гоферс» (рус. Золотые Суслики). Суслики являются традиционным маскотом штата с самого его основания. Ещё в 1857 году в одной из карикатур, изображающей местных политиков, Миннесота была названа «Штатом Сусликов». Позже и университет взял себе такое прозвище.
Прилагательное «Золотые» не всегда было частью прозвища. Оно появилось в 1930-х годах, когда «Гоферс» выступали в золотых футболках и шортах. В то время знаменитый радио комментатор Хэлси Холл придумал термин «Голден Гоферс», чтобы отразить золотой наряд команды. С 1932 по 1941 год футбольная команда университета выиграла семь титулов конференции Big Ten и пять национальных чемпионатов, что являлось настоящей «золотой эрой» американского футбола в университете. Позже это название распространилось и на другие спортивные команды университета.

### Цвета
В первые годы существования университета, на различных официальных мероприятиях использовались разные цвета. Но перед весенним выпуском 1880 года президент университета Фолвелл положил традицию использования традиционных цветов. Он попросил английского инструктора Агусту Смит выбрать пару цветов, которые можно было бы использовать для ленточек на выпускных и других мероприятиях. Она выбрала тёмно-бордовый и золотой цвет, которые оставили положительное впечатление на студентов и руководство. Спустя годы эти два цвета стали традиционными цветами университета.

## Тренеры

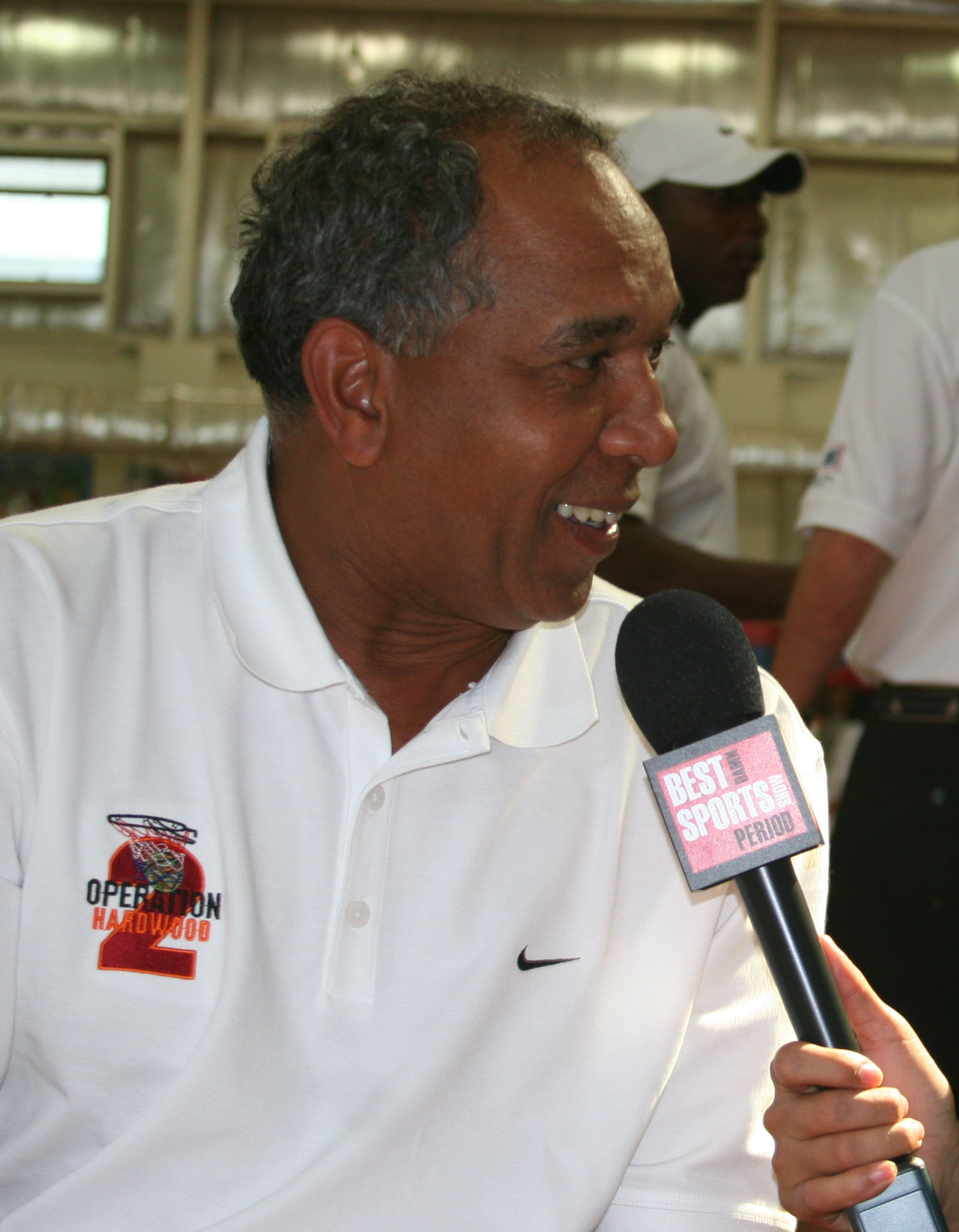
Бывший тренер «Гоферс» Табби Смит

Первоначально у «Гоферс» не было тренера. Первым тренером команды стал Эл Джей Кук в 1897 году, который в начале года получил ставку на не полный рабочий день, а в конце года уже работал в университете на постоянной основе. Таким образом, Кук является одним из первых профессиональных баскетбольных тренеров. На посту главного тренера «Гоферс» Кук провёл 28 сезонов. Под его руководством команда одерживала победы в 64,9 % матчах, что является вторым показателем в истории университета. Восемнадцать сезонов с 1927 по 1942 год и с 1945 по 1948 год командой руководил Дейв Макмиллан. Его заменой должен был стать Джон Вуден, однако разногласия по поводу оставления Макмиллана на посту ассистента тренера и задержка в телефонных переговорах вынудила его принять работу в Калифорнийском университете в Лос-Анджелесе.
«Гоферс» также тренировало несколько тренеров из НБА. Джон Кундла перешёл в команду после того, как «Миннеаполис Лейкерс» переехали в Лос-Анджелес. Билл Фитч и Билл Масселман провели с командой несколько лет перед тем как перейти в НБА и АБА соответственно.
В основном «Голден Гоферс» отличаются стабильностью тренерского штаба. Так, Табби Смит, занявший пост главного тренера «Гоферс» в 2007 году, стал 16-м тренером в истории команды (это число включает также исполняющих обязанность главного тренера Джими Молинари и Джими Уилльямса). Пять тренеров руководили «Гоферс» более десяти сезонов: Кук, Макмиллан, Осборн Коулс, Джим Датчер и Клем Хаскинс. 25 марта 2013 года после того, как команда вновь не сумела попасть в 1/8 чемпионата NCAA, Табби Смит был уволен, а на его место 3 апреля 2013 года был назначен Ричард Питино.

### Список тренеров
| В  | Побед         |
| П  | Поражений     |
| %В | Процент побед |

| Имя                  | Период               | В              | П              | %В             | В                  | П                  | %В                 |
| Имя                  | Период               | Всего в сезоне | Всего в сезоне | Всего в сезоне | Внутри конференции | Внутри конференции | Внутри конференции |
| -------------------- | -------------------- | -------------- | -------------- | -------------- | ------------------ | ------------------ | ------------------ |
| Без главного тренера | 1895—1897            | 3              | 5              | 37,5           | —                  | —                  | —                  |
| Эл Джей Кук          | 1897—1924            | 250            | 135            | 64,9           | 103                | 100                | 50,7               |
| Гарольд Тейлор       | 1924—1927            | 19             | 30             | 38,8           | 12                 | 24                 | 33,3               |
| Дэйв Макмиллан       | 1927—1942, 1945—1948 | 196            | 156            | 55,6           | 103                | 116                | 47,0               |
| Карл Нордли          | 1942—1944            | 17             | 23             | 42,5           | 7                  | 17                 | 29,2               |
| Уэстон Митчел        | 1944—1945            | 8              | 13             | 38,1           | 4                  | 8                  | 33,3               |
| Осборн Коулс         | 1948—1959            | 147            | 93             | 61,3           | 86                 | 68                 | 55,8               |
| Джон Кундла          | 1959—1968            | 110            | 105            | 51,2           | 67                 | 59                 | 53,2               |
| Билл Фитч            | 1968—1970            | 25             | 23             | 52,1           | 13                 | 15                 | 46,4               |
| Джордж Хэнсон        | 1970—1971            | 11             | 13             | 45,8           | 5                  | 9                  | 35,7               |
| Билл Масселман       | 1971—1975            | 69             | 32             | 68,3           | 38                 | 22                 | 63,3               |
| Джим Датчер          | 1975—1986            | 190            | 113            | 62,7           | 98                 | 89                 | 52,1               |
| Джимми Уилльямс      | 1986                 | 2              | 9              | 18,2           | 2                  | 9                  | 18,2               |
| Клем Хаскинс         | 1986—1999            | 111            | 100            | 52,7           | 48                 | 78                 | 38,1               |
| Дэн Монсон           | 1999—2006            | 118            | 106            | 52,7           | 36                 | 60                 | 37,5               |
| Джим Молинари        | 2006—2007            | 7              | 17             | 29,2           | 3                  | 13                 | 18,8               |
| Табби Смит           | 2007—2013            | 124            | 81             | 60,5           | 46                 | 62                 | 42,6               |
| Ричард Питино        | 2013—н. в.           |                |                |                |                    |                    |                    |

## Игроки
За время существования университетской баскетбольной программы через неё прошло множество успешных баскетболистов. В ранние годы, когда «Гоферс» успешно выступали в чемпионате, команда рекрутировала лучших игроков со всей страны, таких как центровой Джордж Так, ставший первым игроком «Гоферс», включённым во всеамериканскую сборную. За команду также выступал Френк Лоулер, который стал самым результативным игроком конференции Big Ten в 1911 году, был включён во всеамеркианскую сборную и помог «Гоферс» завоевать титул чемпиона конференции. В 1950 году Лоулер был назван лучшим игроком в истории мужской баскетбольной команды университета, однако в последующие десятилетия о нём практически не вспоминали. В 1937 году будущий член Зала славы баскетбола Джон Кундла помог «Гоферс» завоевать ещё один титул чемпиона конференции Big Ten.
По мере ухудшения результатов «Голден Гоферс», все меньше элитных игроков стало приходить в команду. Однако за команду всё равно выступали баскетболисты, впоследствии достигшие больших успехов в профессиональном баскетболе. Выпускник университета Лу Хадсон тринадцать сезонов отыграл в НБА, а после завершения карьеры за ним был закреплён номер в «Атланте Хокс». Член Бейсбольного Зала славы Дейв Уинфилд играл за «Гоферс» в начале 1970-х годов вместе с ещё одной звездой Джимом Брюэром. Игрок «Гоферс» Майкл Томпсон был выбран под первым номером на драфте НБА 1978 года. Среди его товарищей по команде был будущий тренер «Миннесоты Тимбервулвз», «Детройт Пистонс» и «Вашингтон Уизардс» Флип Сондерс и будущий член Зала славы баскетбола Кевин Макхейл. В 1982 году Трент Такер стал лидером команды, приведшей «Гоферс» к победе в регулярном чемпионате конференции. Ключевым игроком в начале 1990-х годов был Вошон Леонард, который более десяти лет выступал в НБА. Другой игрок «Гоферс», Уилли Бёртон, однажды набрал 53 очка в матче НБА против «Филадельфии 76». Среди других известных игроков «Гоферс» были Рэнди Брюэр, Марк Олбердинг, Арчи Кларк и Рей Уилльямс. Пять игроков из Финала Четырёх 1997 года в впоследствии стали выступать в НБА: Бобби Джексон, Сэм Джейкобсон, Квинси Льюис, Джон Томас и Тревор Уинтер. В настоящее время ни один из выпускников «Гоферс» не выступает в НБА. Джамал Абу-Шамала выступает за национальную баскетбольную сборную Иордании.

### Закреплённые номера
| Закреплённые номера «Миннесота Голден Гоферс» |               |         |                 |
| №                                             | Игрок         | Позиция | Год закрепления |
| 14                                            | Лу Хадсон     | АЗ, ЛФ  | 1966            |
| 30                                            | Чак Менсел    | РЗ      | 2011            |
| 32                                            | Трент Такер   | АЗ      | 2009            |
| 41                                            | Майер Скуг    | З       | 2009            |
| 43                                            | Мичел Томпсон | ТФ, Ц   | 1978            |
| 44                                            | Кевин Макхейл | ТФ, Ц   | 1980            |
| 52                                            | Джим Брюэр    | ТФ      | 1973            |
| 53                                            | Дик Гармейкер | З, ЛФ   | 2011            |

### Индивидуальные награды и достижения
Самый ценный игрок конференции Big Ten
- Чак Менсел — 1955
- Джим Брюэр — 1972
- Мичел Томпсон — 1978
- Бобби Джексон — 1997 (позже отобранная из-за скандала, связанного с мошенничеством)

Тренер года конференции Big Ten
- Джим Датчер — 1982
- Клем Хаскинс — 1997 (позже отобранная из-за скандала, связанного с мошенничеством)

Награда Генри Айбы (Тренер года)
- Клем Хаскинс — 1997

Лучший оборонительный игрок года конференции Big Ten
- Бобби Джексон — 1997 (позже отобранная из-за скандала, связанного с мошенничеством)
- Траварус Беннетт — 2002

Новичок года конференции Big Ten
- Рик Рикерт — 2002
- Крис Хамфрис — 2004[77]

Консенсуальная всеамериканская сборная
- Джим Макинтайр — 1948
- Дик Гармейкер — 1955
- Мичел Томпсон — 1978

Университетская всеамериканская сборная
- Блейк Хоффарбер — 2011 (вторая сборная)[78]

### Текущий состав
Состав «Голден Гоферс» в сезоне 2015/16.
| Номер | Страна        | Имя                 | Позиция | Год обучения |
| ----- | ------------- | ------------------- | ------- | ------------ |
| 1     | Флаг США      | Дюпри Макбрайер     | З       | 1            |
| 2     | Флаг США      | Нейт Мейсон         | З       | 2            |
| 3     | Флаг США      | Джордан Мёрфи       | Ф       | 1            |
| 4     | Флаг США      | Кевин Дорси         | З       | 1            |
| 10    | Флаг США      | Дарин Хо            | З       | 3            |
| 11    | Флаг США      | Карлос Моррис       | З       | 4            |
| 12    | Флаг США      | Джервин Джонсон     | З       | 1            |
| 15    | Флаг США      | Стефон Шарп         | З       | 1            |
| 20    | Флаг США      | Давонте Фитцжеральд | Ф       | 3            |
| 21    | Флаг Мали     | Бакари Конате       | Ц       | 2            |
| 22    | Флаг США      | Регги Линч          | Ц       | 3            |
| 23    | Флаг США      | Чарльз Баггс        | Ф       | 3            |
| 24    | Флаг США      | Джоуи Кинг          | Ф       | 4            |
| 25    | Флаг США      | Майк Лукашевич      | З       | 2            |
| 25    | Флаг США      | Ахмад Гилберт       | З       | 1            |
| 41    | Флаг Сенегала | Гастон Дьедху       | Ф       | 2            |

## Статистика выступлений

### Участие в постсезонных играх
В 1980-х года «Гоферс» участвовали в Национальном пригласительном турнире в 1980, 1981 и 1983 годах, а также дошли до 1/8 финала турнира NCAA в 1982 году. Начиная с конца 1980-х годов «Гоферс» регулярно участвовали в пост-сезонных играх. Так, под руководством тренера Клема Хаскинса, команда выходила в 10 сезонах из 13, проведённых под его началом (6 участий в турнире NCAA и 4 в NIT). Команда доходила до Финала Четырёх, участвовала в 1/4 финала (англ. Elite 8) и в 1/8 финала (англ. Sweet 16). Однако из-за штрафных санкций практически все результаты 1990-х годов были отменены, таким образом под руководством Хаскинса команда официально участвовала в двух турнирах NCAA и двух турнирах NIT, доходила до 1/4 финала в 1990 году, 1/8 финала в 1989 году и стала чемпионом NIT в 1993 году.
В 2000-х годах команда 6 раз участвовала в турнире NIT и 4 раза в турнире NCAA. Наилучшим результатом в NIT стал выход в финал турнира в сезоне 2011/12, а в NCAA — выход в третий раунд в сезоне 2012/13.

## Достижения
- Чемпион Helms: 1902, 1903**, 1919
- Полуфиналист NCAA: 1997*
- Четвертьфиналист NCAA: 1990, 1997*
- 1/8 NCAA: 1982, 1989, 1990, 1997*
- Участие в NCAA: 1972, 1982, 1989, 1990, 1994*, 1995*, 1997*, 1999*, 2005, 2009, 2010, 2013, 2017, 2019
- Победители регулярного чемпионата конференции: 1906, 1907, 1911, 1917, 1919, 1937, 1972, 1982, 1997*, 2019

* Результат сезона отменён из-за санкций
** Национальный чемпион по версии The Premo Poll, однако Helms выбрали Йель